# براد سميث (لاعب كرة قدم أسترالية)
براد سميث (بالإنجليزية: Brad Smith)‏ هو لاعب كرة قدم أسترالية أسترالي، ولد في 3 ديسمبر 1948.

## وصلات خارجية
- براد آر. سميث على موقع AustralianFootball.com (الإنجليزية)
- براد آر. سميث على موقع AFLtables.com (الإنجليزية)